# Dactyloscirus condylus
Dactyloscirus condylus är en spindeldjursart som beskrevs av Den Heyer 1979. Dactyloscirus condylus ingår i släktet Dactyloscirus och familjen Cunaxidae. Inga underarter finns listade i Catalogue of Life.